# Luis Morales Saravia
Luis Morales Saravia fue un político peruano.
Fue elegido diputada por Junín en 1956 en las elecciones de 1956 en los que salió elegido Manuel Prado Ugarteche. Su mandato se vio interrumpido días antes de que terminara por el golpe de Estado realizado por los generales Ricardo Pérez Godoy y Nicolás Lindley.